# نرکه

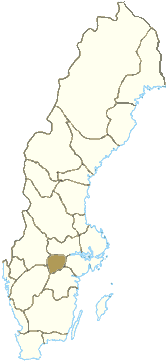
موقعیت نرکه در سوئد

نرکه (به سوئدی: Närke) یکی از استان‌های سوئد است که در مرکز این کشور قرار دارد. استان‌های سودرمانلاند، وستمانلاند، ورملاند، وسترگوتلاند و اوسترگوتلاند با این استان مرز مشترک دارند. مساحت این استان در حدود ۴.۱۰۰ کیلومتر مربع است و ۱۸۷.۰۰۰ نفر جمعیت دارد.